# چیچو و فرانکو

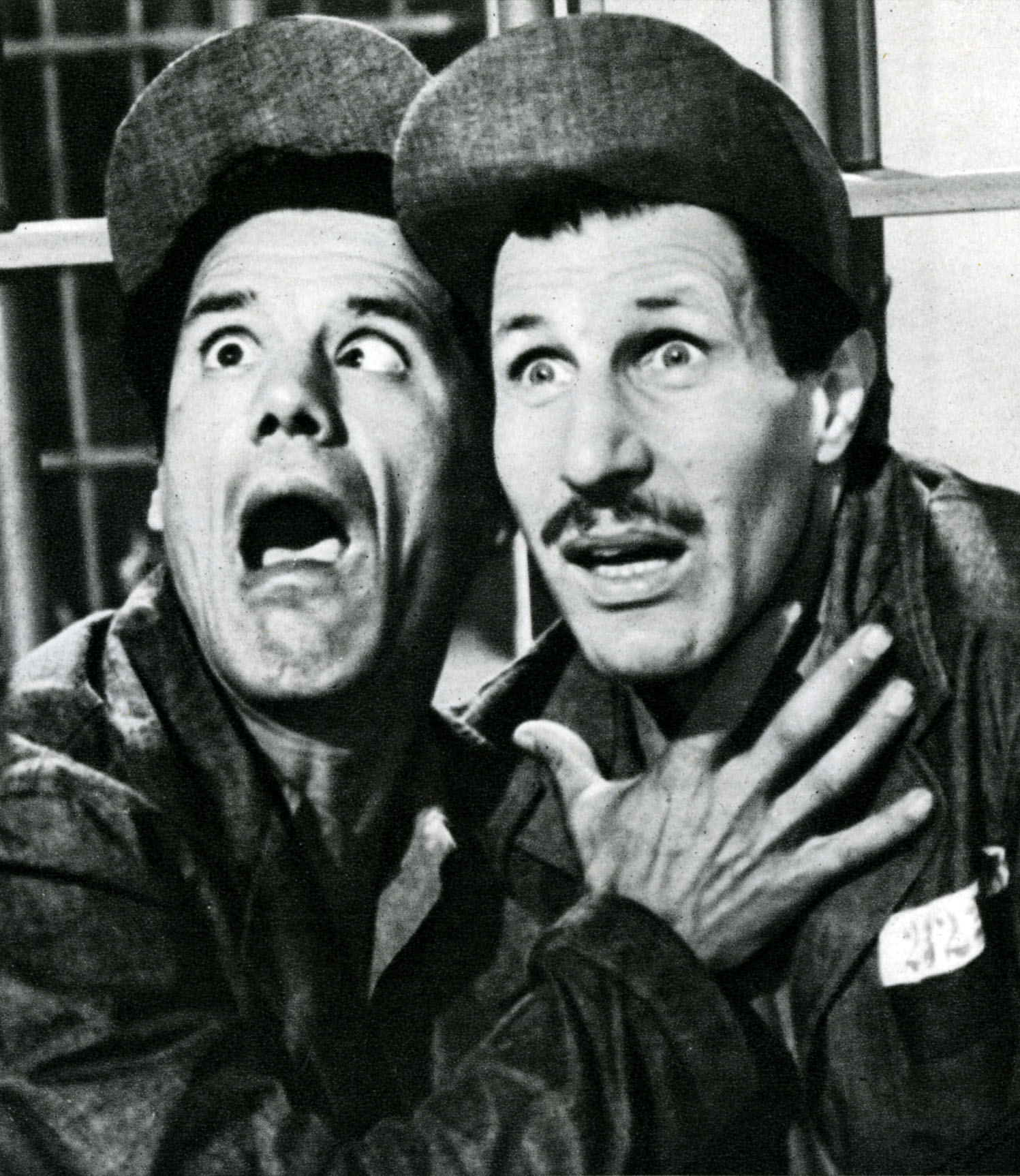
چیچو و فرانکو در یکی از فیلم‌ها، ۱۹۶۴

چیچو و فرانکو (به ایتالیایی: Ciccio e Franco) به مجموعه‌ای از فیلم‌های سینمایی کمدی گفته می‌شود که با شرکت چیچو اینگراسیا و فرانکو فرانچی، بازیگران ایتالیایی، ساخته شده‌است. این مجموعه شامل ۱۱۶ فیلم است که در دو دههٔ ۱۹۶۰ و ۱۹۷۰ میلادی محبوبیت فراوان یافت.